# Pretty Cure
Pretty Cure (jap. プリキュアシリーズ PuriKyua Shirīzu; znana także jako PreCure) – seria anime z gatunku mahō-shōjo stworzona przez Izumi Todo i produkowana przez ABC i Toei Animation. Pierwsze anime z serii Futari wa Pretty Cure zadebiutowało w 2004 roku i jest kontynuowane przez sequele i spin-offy emitowane jako część niedzielnego porannego bloku dla dzieci w telewizjach Asahi Broadcasting Corporation i TV Asahi.

## Lista seriali
Obecnie istnieje dwadzieścia jeden seriali anime z serii, z których dwa są bezpośrednimi sequelami poprzednich seriali. Każda seria Pretty Cure ma swoją własną historię i motywy:
Futari wa Pretty Cure (jap. ふたりはプリキュア Futari wa PuriKyua; dos. My dwie jesteśmy Pretty Cure)
Futari wa Pretty Cure, znana także jako po prostu Pretty Cure, jest pierwsza z serii Pretty Cure. Emitowana była od 1 lutego 2004 do 30 stycznia 2005 roku. Seria koncentruje się na dwóch dziewczętach – Nagisie Misumi i Honoce Yukishiro, które zostały wybrane przez wróżki z Ogrodu Światła, Mipple i Mepple, aby bronić ich świat przed czarną strefą (ang. Dark Zone) jako Emisariuszki Światła: Cure Black i Cure White. Tematem serii jest dwoistość.
Futari wa Pretty Cure Max Heart (jap. ふたりはプリキュア マックスハート Futari wa PuriKyua Makkusu Hāto)
Druga z serii i bezpośredni sequel do Futari wa Pretty Cure. Emitowana od 6 lutego 2005 do 29 stycznia 2006 roku. W tej serii Nagisa i Honoka znów są razem ze swoimi wróżkami, spotkają tajemniczą dziewczynę o imieniu Hikari Kūjō, która okazuje się być "życiem" Królowej. Cure Black i Cure White po raz kolejny walczą z mocami Dark Zone, z Hikari wspierającą ich jako Shiny Luminous. Tematem serii jest serce.
Futari wa Pretty Cure Splash★Star (jap. ふたりはプリキュア スプラッシュ☆スター Futari wa PuriKyua Supurashu Sutā)
Trzecia z serii Pretty Cure, jako pierwsza wprowadza nowe bohaterki i historię. Emitowana od 5 lutego 2006 do 28 stycznia 2007 roku. Historia tym razem obraca się wokół dziewcząt – Saki Hyūga i Mai Mishō, które zostały wybrane przez wróżki z Ogrodu Światła, Flappy i Choppy, aby obronić Fontannę Światła, ostatnią z 7 Fontann – źródeł, które odżywiały Drzewo Świata. Walczą ze złem jako Cure Bloom i Cure Egret, a później zyskują również możliwość przemiany Cure Bright i Cure Windy. Tematem serii są gwiazdy.
Yes! Pretty Cure 5 (jap. Yes!プリキュア5 Iesu! PuriKyua Faibu)
Czwarta z serii Pretty Cure. Emitowana od 3 lutego 2005 do 25 stycznia 2006 roku. Seria koncentruje się na Nozomi Yumehara, czternastoletniej uczennicy, która znajduje Dream Collet i spotyka Coco – stworzenie z Królestwa Palmier. Nozomi postanawia pomóc odnowić jego świat poprzez odnalezienie 55 Pinkies i wypełnienie Dream Collet, aby mogło spełnić się każde życzenie. Nozomi stając się Cure Dream zbiera cztery inne Cure: Cure Rouge, Cure Lemonade, Cure Mint i Cure Aqua. Razem walczą ze złą organizacją znaną jako Nightmare. Tematem serii są motyle.
Yes! PreCure 5 GoGo! (jap. Yes!プリキュア5GoGo! Iesu! PuriKyua Faibu GōGō!)
Piąta z serii Pretty Cure i bezpośredni sequel do Yes! PreCure 5. Emitowana od 3 lutego 2008 do 25 stycznia 2009 roku. Fabuła ponownie skupia się wokół Nozomi, kiedy poznaje tajemniczą wróżkę o imieniu Syrup niosącego Rose Pact. Ona i jej przyjaciółki toczą walkę z nową organizacją – Eternal, która chce zdobyć cztery klucze, aby uzyskać dostęp do ogrodu Cure Rose Garden. W walce pomaga im Kurumi Mimino jako Milky Rose. Tematem serii są róże.
Fresh Pretty Cure! (jap. フレッシュプリキュア! Furesshu PuriKyua!)
Szósta z serii Pretty Cure. Emitowana od 1 lutego 2009 do 31 stycznia 2010 roku. Jako pierwsza wprowadza animowane komputerowo zakończenia odcinków. Fabuła koncentruje się na Love Momozono, której marzeniem jest zostanie tancerką. Kiedy jej miastu zagrażają wrogowie z Labiryntu, Love zdobywa moce do przemiany w Cure Peach. Wspierana przez jej przyjaciółki Miki Aono i Inori Yamabuki, które stają się Cure Berry i Cure Pine odpowiednio, a później również Eas, która znana jest też jako Setsuna Higashi, mogąca się zmienić w Cure Passion, współpracują z wróżkami Tarte i Chiffon, aby ochronić świat przed Labiryntem. Tematem serii są koniczyny.
HeartCatch Pretty Cure! (jap. ハートキャッチプリキュア! HātoKyacchi PuriKyua!)
Siódma z serii Pretty Cure. Emitowana od 7 lutego 2010 do 30 stycznia 2011 roku. Seria koncentruje się na Tsubomi Hanasaki, która spotyka dwie wróżki Chypre i Coffret chroniące Drzewa Serc. Tsubomi wraz ze swoją nową przyjaciółką Eriką Kurumi stają się Cure Blossom i Cure Marine, aby bronić świat przed Desert Apostles, którzy kradną Kwiaty Serca ludziom. Później dołączają do nich Itsuki Myōdōin jako Cure Sunshine oraz legendarna Cure Moonlight znana też jako Yuri Tsukikage. Tematem serii są kwiaty.
Suite Pretty Cure♪ (jap. スイート プリキュア♪ Suīto PuriKyua♪)
Ósma z serii Pretty Cure. Emitowana od 6 lutego 2011 do 29 stycznia 2012 roku. Historia skupia się wokół Hibiki Hōjō i Kanade Minamino, kiedy spotykają kotkę Hummy. Zdobywają moce, dzięki którym mogą przemieniać się w Cure Melody i Cure Rhythm. Ich zadaniem jest znaleźć rozrzucone nutki, które tworzyły Melodię Szczęścia, aby nie wpadły w ręce złego Mephisto, który planuje wykorzystać je do stworzenia Melodii Smutku. Dziewczętom pomagają również kotka Siren (która w ludzkiej postaci nazywa się Ellen Kurokawa) mogąca się zmienić w Cure Beat, a także tajemnicza Cure Muse, która ujawnia później tożsamość jako Ako Shirabe. Na początku Ako pracuje sama jako "zamaskowana" Cure Muse, a później dołącza do Pretty Cure. Tematem serii jest muzyka.
Smile Pretty Cure! (jap. スマイルプリキュア！ Sumairu PuriKyua!)
Dziewiąta z serii Pretty Cure. Emitowana od 5 lutego 2012 roku do 27 stycznia 2013 roku. Kiedy kraina Märchenland zostaje zaatakowana przez złego cesarza Pierrota, Królowa tej krainy zostaje zamknięta. Wróżka o imieniu Candy jest wysyłana na poszukiwania Cure Décor, które mogą pomóc ożywić Królową. Spotyka dziewczynę o imieniu Miyuki Hoshizora, która pomaga Candy odszukać Cure Décor jako Cure Happy. Miyuki zbiera cztery inne Cure: Cure Sunny, Cure Peace, Cure March i Cure Beauty. Razem walczą z królestwem Bad End Kingdom. Tematem serii są baśnie.
Doki Doki! Pretty Cure (jap. ドキドキ！ プリキュア Doki Doki! PuriKyua)
Dziesiąta część serii Pretty Cure, emitowana od 3 lutego 2013 roku do 26 stycznia 2014 roku. Trzy dziewczyny: Mana Aida jako Cure Heart, Rikka Hishikawa jako Cure Diamond i Alice Yotsuba jako Cure Roseta pomagają Cure Sword, na Ziemi znanej jako piosenkarka Makoto Kenzaki, oraz rycerzowi o imieniu Jonathan Klondike odnaleźć księżniczkę Marie Ange i pokonać króla Jikochū. W międzyczasie do grupy dołącza Madoka Aguri, której alter ego to Cure Ace. Tematem serii są karty.
Happiness Charge Pretty Cure! (jap. ハピネスチャージプリキュア！ HapinesuChāji PuriKyua!)
Jedenasta część serii Pretty Cure, emitowana od 2 lutego 2014 roku do 25 stycznia 2015 roku. Hime Shirayuki, jako Cure Princess, nie jest w stanie pokonać wroga sama, na szczęście spotyka Megumi Aino, która staje się Cure Lovely. W walce z wrogiem pomaga im tajemnicza Cure Fortune, (Iona Hikawa). Dołącza do nich również później Yuko Omori jako Cure Honey. Tematem serii jest moda.
Go! Princess Pretty Cure (jap. Go！プリンセスプリキュア Gō! Purinsesu PuriKyua)
Dwunasta z serii Pretty Cure, emitowana od 1 lutego 2015 roku do 31 stycznia 2016 roku. Haruka Haruna (Cure Flora) trafia do Noble Academy gdzie może spełnić swoje marzenie i zostać księżniczką. Poznają tam Kirarę Amongawę (Cure Twinkle) i Minami Kaido (Cure Mermaid). Wspierają je dwie wróżki z Hope Kingdom: Pafu i Aroma oraz książę Kanata, Do zespołu dołącza później Towa Akagi (Cure Scarlet). Tematem serii są księżniczki.
Maho Girls Pretty Cure! (jap. 魔法つかいプリキュア! Mahō Tsukai PuriKyua!)
Trzynasta z serii Pretty Cure emitowana od 7 lutego 2016 roku do 29 stycznia 2017 roku. Mirai Asahina (Cure Miracle) podziwia Czarownice do czasu gdy na niebie zobaczyła Riko Izayoi (Cure Magical). Mirai postanawia pomóc jej w odnalezieniu Linkle Stone Emerald, gdyż na tropie jest również Dokurokushe z Ciemnej Magii. W międzyczasie dołącza do Mirai i Riko, Ha-chan/Kotoha Hanami (Cure Felice). Tematem serii jest Magia.
KiraKira Pretty Cure a la Mode (jap. キラキラ☆プリキュアアラモード Kirakira☆Purikyua Ara Mōdo)
Czternasta z serii Pretty Cure, emitowana od 5 lutego 2017 roku do 27 stycznia 2018 roku. Ichika Usami (Cure Whip), studentka drugiego roku gimnazjum, uwielbia słodycze i pracuje w cukierni swojej rodziny. Kiedy spotyka wróżkę o imieniu Pekorin, dowiaduje się o magicznej energii zwanej "Kirakiraru", która zamieszkuje słodycze i desery oraz potwory zwane Henteko, które mają je ukraść. Ichika dołącza do pięciu innych dziewczyn Himari Arisugawa (Cure Custard), Aoi Tategami (Cure Gelato), Yukari Kotozume (Cure Macaron), Akira Kenjou (Cure Chocolat) oraz Ciel Kirahoshi (Cure Parfait), aby utworzyć KiraKira PreCure i chronić słodycze. Tematem serii są Desery.
Hugtto! Pretty Cure (jap. HuGっと!プリキュア HuGtto! Purikyua)
Piętnasta z serii Pretty Cure, emitowana od 4 lutego 2018 roku do 27 stycznia 2019 roku. Hana Nono (Cure Yell) jest uczennicą z 2 klasy gimnazjum, która chce być gorącą i stylową panienką. Zawsze przybiera piękny uśmiech i uwielbia szukać ekscytujących rzeczy. Pewnego dnia Hana poznaje dziecko o imieniu Hug-tan i jej strażniczą wróżkę o imieniu Harry Harihamu, która spadła z nieba. W tej samej chwili nagle pojawiła się zła organizacja „Mroczne Jutro”! Siłą próbują odebrać Hug-tan Mirai Crystal White! Aby chronić Hug-tan, Hana chce zrobić coś, aby jej pomóc, a jej życzenie zostaje spełnione, gdy zdobywa Mirai Crystal i przemienia się w Cure Yell. Świat przepełniony jest Tomorrow Powerer, która jest mocą tworzenia wspaniałego jutra, która krystalizuje się w Mirai Crystals. Jeśli zostaną skradzione, przyszłość wszystkich przestanie istnieć. Aby chronić Hug-tan i przyszłość wszystkich, Cure Yell wraz Saayą Yakushiji (Cure Ange), Homare Kagayaki (Cure Etoile), Emiru Aisaki (Cure Macherie) oraz Ruru Amour (Cure Amour) zrobią wszystko, co w ich mocy by przyszłość mogła Istnieć!. Tematem serii jest przyszłość.
Star Twinkle Pretty Cure (jap. スター☆トゥインクルプリキュア Sutā☆Touinkuru Purikyua)
Szesnasta z serii Pretty Cure, emitowana od 3 lutego 2019 roku. Historia zaczyna się, gdy Hikaru poznaje kosmitów Lalę, Prunce’a i Fuwę podczas oglądania nocnego nieba. Dowiaduje się o „Gwiezdnym Pałacu”, w którym Księżniczki Konstelacji 12 Gwiazd utrzymywały równowagę wszechświata, dopóki nie zostały zaatakowane. Lala poszukuje legendarnych wojowniczek PreCure, które pomogą znaleźć 12 rozproszonych „Piór Gwiezdnych Księżniczek” i przywrócić księżniczki. Kiedy Fuwa zostaje schwytana przez wroga, Hikaru chce ją ocalić, i wtedy pojawiają się przed nią Wisiorek Gwiezdnego Koloru i Pióro Gwiezdnego Koloru, które pozwalają przemienić się jej w Cure Star. Odtąd pracuje nad zebraniem piór i wychowaniem Fuwy, która jest kluczem do przywrócenia księżniczek. Tematem serii są kosmos i wyobraźnia.
Healin’ Good♡Pretty Cure (jap. ヒーリングっど♡プリキュア Hīrin Guddo♡Purikyua)
Siedemnasta z serii Pretty Cure, emitowana od 2 lutego 2020 roku. Tematem serii są zwierzęta i uzdrawianie.
Tropical-Rouge! Pretty Cure (jap. トロピカル〜ジュ！プリキュア Toropika~Rūju! Purikyua)
Osiemnasta z serii Pretty Cure, emitowana od 28 lutego 2021 roku.
Delicious Party Pretty Cure (jap. デリシャスパーティ♡プリキュア Derishasu Pāti♡Purikyua)
Dziewiętnasta z serii Pretty Cure, emitowana od 6 lutego 2022 roku.
Hirogaru Sky! Pretty Cure (jap. ひろがるスカイ！プリキュア Hirogaru Sukai! Purikyua)
Dwudziesta z serii Pretty Cure, emitowana od 5 lutego 2023 roku.
Wonderful Pretty Cure! (jap. わんだふるぷりきゅあ！ Wandafuru Purikyua!)
Dwudziesta pierwsza z serii Pretty Cure, emitowana od 4 lutego 2024 roku.
You and Idol Pretty Cure♪ (jap. キミとアイドルプリキュア♪ Kimi to Aidoru Purikyua♪)
Dwudziesta druga z serii Pretty Cure, emitowana od 2 lutego 2025 roku.

## Filmy
1. Futari wa Pretty Cure Max Heart: The Movie (jap. 映画 ふたりはプリキュア Max Heart Eiga Futari wa PuriKyua Makkusu Hāto)
2. Futari wa Pretty Cure Max Heart 2: Friends of the Snow-Laden Sky (jap. 映画 ふたりはプリキュア Max Heart 2 雪空のともだち Eiga Futari wa PuriKyua Makkusu Hāto 2: Yukizora no Tomodachi)
3. Pretty Cure Splash☆Star: Tick-Tock Crisis Hanging by a Thin Thread! (jap. 映画 ふたりはプリキュア Splash Star チクタク危機一髪! Eiga Futari wa PuriKyua Supurashu☆Sutā Chiku Taku Kiki Ippatsu!)
4. Yes! Pretty Cure 5: Kagami no kuni no Miracule daibōken! (jap. 映画 Yes! プリキュア5 鏡の国のミラクル大冒険! Eiga Iesu! PuriKyua Faibu: Kagami no kuni no Mirakuru daibōken!)
5. Yes! Pretty Cure 5 GoGo!: Okashi no kuni no Happy Birthday  (jap. 映画 Yes! プリキュア5 Go Go! お菓子の国のハッピーバースディ♪ Eiga Iesu! PuriKyua Faibu GōGō! Okashi no kuni no Happī Bāsudi♪)
6. Fresh Pretty Cure! Omocha no kuni wa himitsu ga ippai!? (jap. 映画 フレッシュプリキュア! おもちゃの国は秘密がいっぱい!? Eiga Furesshu PuriKyua! Omocha no kuni wa himitsu ga ippai!?)
7. HeartCatch Pretty Cure!: Hana no miyako de fasshon shō... desu ka?! (jap. 映画 ハートキャッチプリキュア! 花の都でファッションショー…ですか!? Eiga HātoKyatchi PuriKyua! Hana no miyako de fasshon shō... desu ka!?)
8. Suite Pretty Cure♪: Take it back! Kokoro ga tsunagu kiseki no Melody (jap. 映画 スイートプリキュア♪ とりもどせ! 心がつなぐ奇跡のメロディ♪ Eiga Suīto PuriKyua♪: Torimodose! Kokoro ga tsunagu kiseki no merodi!)
9. Smile Pretty Cure!: Ehon no naka wa minna chiguhagu! (jap. 映画 スマイルプリキュア！ 絵本の中はみんなチグハグ！ Eiga Sumairu PuriKyua!: Ehon no naka wa minna chiguhagu!)
10. Doki Doki! Pretty Cure: Mana kekkon!!? Mirai ni tsunagu kibō no Dress (jap. 映画ドキドキ！プリキュア マナ結婚!!?未来につなぐ希望のドレスス Eiga Doki Doki! PuriKyua Mana kekkon!!? Mirai ni tsunagu kibō no Dress)
11. Happiness Charge Pretty Cure!: Ningyō no kuni no ballerina (jap. 映画ハピネスチャージプリキュア！人形の国のバレリーナ Eiga HapinesuChāji PuriKyua! Ningyō no kuni no bareriina)
12. Go! Princess Pretty Cure: Go! Go!! Gōka Sanbon Date!!! (jap. jap. 映画 Go！プリンセスプリキュア Go! Go!! 豪華3本立て!!! Eiga Gō! Purinsesu PuriKyua: Go! Go!! Gōka Sanbon Date!!!)
13. Maho Girls Pretty Cure!: Kiseki no henshin! Cure Mofurun! (jap. 映画 魔法つかいプリキュア！ 奇跡の変身！キュアモフルン！ Eiga Mahōtsukai Purikyua!: Kiseki no henshin! Kyua Mofurun!)
14. KiraKira Pretty Cure a la Mode: Paritto! Omoide no mille-feuille! (jap. 映画 キラキラ☆プリキュアアラモード パリッと！想い出のミルフィーユ！ Eiga Kirakira ☆ Purikyua Ara Mōdo: Paritto! Omoide no mirufiiyu!)
15. HUGtto! Pretty Cure♡Futari wa Pretty Cure: All Stars Memories (jap. 映画 HUGっと!プリキュア♡ふたりはプリキュア オールスターズメモリーズ Eiga HUGtto! Purikyua Futari wa PuriKyua: Ōru Sutāzu Memorīzu)
16. Star Twinkle Pretty Cure: Hoshi no uta ni omoi o komete (jap. 映画 スター☆トゥインクルプリキュア 星のうたに想いをこめて Eiga Sutā ☆ Touinkuru Purikyua: Hoshi no uta ni omoi o komete)
17. Healin' Good Pretty Cure: Yume no Machi de Kyun! tto GoGo! Daihenshin!! (jap. 映画ヒーリングっど♥プリキュア　ゆめのまちでキュン！っとGoGo！大変身！！ Eiga Hīrin Guddo♥Purikyua: Yume no Machi de Kyun! tto GoGo! Daihenshin!!)
18. Tropical-Rouge! Pretty Cure: Yuki no Princess to kiseki no yubiwa! (jap. 映画トロピカル～ジュ！プリキュア 雪のプリンセスと奇跡の指輪！ Eiga Toropikaru~ju! Purikyua yuki no purinsesu to kiseki no yubiwa!)
19. Delicious Party Pretty Cure: Dreaming Children's Lunch! (jap. 映画デリシャスパーティ♡プリキュア 夢みる♡お子さまランチ！ Eiga Derishasu Pāti♡Purikyua: Yumemiru♡Okosama Ranchi!)
20. Wonderful Pretty Cure! The Movie! Dokidoki♡Game no Sekai de Daibouken! (jap. わんだふるぷりきゅあ！ざ・むーびー！　ドキドキ♡ゲームの世界で大冒険！ Wandafuru Purikyua! Za・Mūbī! Dokidoki♡Gēmu no Sekai de Daibōken!)

### 3D Theater
1. Futari wa Pretty Cure Splash Star: Maji★Doki♥ 3D Theater (jap. ふたりはプリキュア Splash Star マジッ★ドキッ♥ 3Dシアター Futari wa PuriKyua Splash Star: Maji Doki 3D Shiatā)
2. Precure All Stars DX 3D Theater (jap. プリキュアオールスターズDX 3Dシアター Puri Kyua Ōru Sutāzu DX 3D Shiatā)

### All Stars
1. Eiga: Pretty Cure All Stars DX: Minna tomodachi – Kiseki no zenin daishūgō! (jap. 映画 プリキュアオールスターズDX みんなともだちっ☆奇跡の全員大集合!) (2009)
2. Eiga: Pretty Cure All Stars DX2: Kibō no hikari Rainbow Jewel o mamore! (jap. 映画 プリキュアオールスターズDX2 希望の光☆レインボージュエルを守れ!) (2010)
3. Eiga: Pretty Cure All Stars DX3: Mirai ni todoke! Sekai o tsunagu nijiiro no hana! (jap. 映画 プリキュアオールスターズDX3 未来に届け!世界をつなぐ☆虹色の花) (2011)
4. Eiga: Pretty Cure All Stars New Stage: Mirai no tomodachi (jap. 映画 プリキュアオールスターズNewStage みらいのともだち) (2012)
5. Eiga: Pretty Cure All Stars New Stage 2: Kokoro no tomodachi (jap. 映画 プリキュアオールスターズ New Stage 2 こころのともだち) (2013)
6. Eiga: Pretty Cure All Stars New Stage 3: Eien no tomodachi (jap. 映画 プリキュアオールスターズ New Stage ３ 永遠のともだち) (2014)
7. Eiga: Pretty Cure All Stars: Haru no Carnival♪ (jap. 映画 プリキュアオールスターズスプリングカーニバル♪) (2015)
8. Eiga: Pretty Cure All Stars: Minna de utau♪ Kiseki no mahō! (jap. 映画 プリキュアオールスターズ みんなで歌う♪奇跡の魔法!) (2016)
9. Eiga: Pretty Cure Dream Stars! (jap. 映画 プリキュアドリームスターズ! Eiga Purikyua Dorīmu Sutāzu!) (2017)
10. Eiga: Pretty Cure Super Stars! (jap. 映画 プリキュアスーパースターズ! Eiga Purikyua Sūpā Sutāzu!) (2018)
11. Eiga: Pretty Cure Miracle Universe (jap. 映画 プリキュアミラクルユニバース Eiga Purikyua Mirakuru Yunibāsu) (2019)
12. Eiga: Pretty Cure Miracle Leap: Min'na to no Fushigi na 1 Nichi (jap. 映画プリキュアミラクルリープ みんなとの不思議な1日 Eiga Purikyua Mirakuru Rīpu Min'na to no Fushigi na 1 Nichi) (2020)
13. Eiga: Pretty Cure All Stars F (jap. 映画プリキュアオールスターズＦ(エフ)) (2023)

## Lista Pretty Cure
| Seria                          | Cure           | imię bohaterki           | Seiyū             | Główny kolor |
| ------------------------------ | -------------- | ------------------------ | ----------------- | ------------ |
| Futari wa Pretty Cure          | Cure Black     | Nagisa Misumi            | Yōko Honna        | Czarny       |
| Futari wa Pretty Cure          | Cure White     | Honoka Yukishiro         | Yukana            | Biały        |
| Futari wa Pretty Cure          | Shiny Luminous | Hikari Kūjō              | Rie Tanaka        | Różowy       |
| Splash★Star                    | Cure Bloom     | Saki Hyūga               | Orie Kimoto       | Złoty        |
| Splash★Star                    | Cure Bright    | Saki Hyūga               | Orie Kimoto       | Limonkowy    |
| Splash★Star                    | Cure Egret     | Mai Mishō                | Atsuko Enomoto    | Srebrna      |
| Splash★Star                    | Cure Windy     | Mai Mishō                | Atsuko Enomoto    | Cyjankowy    |
| Yes! Pretty Cure 5             | Cure Dream     | Nozomi Yumehara          | Yūko Sanpei       | Magenta      |
| Yes! Pretty Cure 5             | Cure Rouge     | Rin Natsuki              | Junko Takeuchi    | Czerwony     |
| Yes! Pretty Cure 5             | Cure Lemonade  | Urara Kasugano           | Mariya Ise        | Żółty        |
| Yes! Pretty Cure 5             | Cure Mint      | Komachi Akimoto          | Ai Nagano         | Zielony      |
| Yes! Pretty Cure 5             | Cure Aqua      | Karen Minazuki           | Ai Maeda          | Niebieski    |
| Yes! Pretty Cure 5             | Milky Rose     | Milk / Kurumi Mimino     | Eri Sendai        | Fioletowy    |
| Fresh Pretty Cure!             | Cure Peach     | Love Momozono            | Kanae Oki         | Różowy       |
| Fresh Pretty Cure!             | Cure Berry     | Miki Aono                | Eri Kitamura      | Niebieski    |
| Fresh Pretty Cure!             | Cure Pine      | Inori Yamabuki           | Akiko Nakagawa    | Żółty        |
| Fresh Pretty Cure!             | Cure Passion   | Setsuna Higashi          | Yuka Komatsu      | Czerwony     |
| HeartCatch Pretty Cure!        | Cure Blossom   | Tsubomi Hanasaki         | Nana Mizuki       | Magenta      |
| HeartCatch Pretty Cure!        | Cure Marine    | Erika Kurumi             | Fumie Mizusawa    | Morski       |
| HeartCatch Pretty Cure!        | Cure Sunshine  | Itsuki Myōdōin           | Hōko Kuwashima    | Złoty        |
| HeartCatch Pretty Cure!        | Cure Moonlight | Yuri Tsukikage           | Aya Hisakawa      | Srebrny      |
| HeartCatch Pretty Cure!        | Cure Flower    | Hanasaki Kaoruko         | Sakamoto Chika    | Magenta      |
| Suite Pretty Cure♪             | Cure Melody    | Hibiki Hōjō              | Ami Koshimizu     | Magenta      |
| Suite Pretty Cure♪             | Cure Rhythm    | Kanade Minamino          | Fumiko Orikasa    | Biały        |
| Suite Pretty Cure♪             | Cure Muse      | Ako Shirabe              | Rumi Ōkubo        | Żółty        |
| Suite Pretty Cure♪             | Cure Beat      | Siren / Ellen Kurokawa   | Megumi Toyoguchi  | Niebieski    |
| Smile Pretty Cure!             | Cure Happy     | Miyuki Hoshizora         | Misato Fukuen     | Magenta      |
| Smile Pretty Cure!             | Cure Sunny     | Akane Hino               | Asami Tano        | Pomarańczowy |
| Smile Pretty Cure!             | Cure Peace     | Yayoi Kise               | Hisako Kanemoto   | Żółty        |
| Smile Pretty Cure!             | Cure March     | Nao Midorikawa           | Marina Inoue      | Zielony      |
| Smile Pretty Cure!             | Cure Beauty    | Reika Aoki               | Chinami Nishimura | Niebieski    |
| All Stars                      | Cure Echo      | Ayumi Sakagami           | Mamiko Noto       | Biały        |
| Doki Doki! Pretty Cure         | Cure Heart     | Mana Aida                | Hitomi Nabatame   | Różowy       |
| Doki Doki! Pretty Cure         | Cure Diamond   | Rikka Hishikawa          | Minako Kotobuki   | Niebieski    |
| Doki Doki! Pretty Cure         | Cure Rosetta   | Alice Yotsuba            | Mai Fuchigami     | Żółty        |
| Doki Doki! Pretty Cure         | Cure Sword     | Makoto Kenzaki           | Kanako Miyamoto   | Fioletowy    |
| Doki Doki! Pretty Cure         | Cure Ace       | Aguri Madoka             | Rie Kugimiya      | Czerwony     |
| Happiness Charge Pretty Cure!  | Cure Lovely    | Megumi Aino              | Megumi Nakajima   | Różowy       |
| Happiness Charge Pretty Cure!  | Cure Princess  | Hime Shirayuki           | Megumi Han        | Niebieski    |
| Happiness Charge Pretty Cure!  | Cure Honey     | Yūko Ōmori               | Rina Kitagawa     | Żółty        |
| Happiness Charge Pretty Cure!  | Cure Fortune   | Iona Hikawa              | Haruka Tomatsu    | Fioletowy    |
| Go! Princess Pretty Cure       | Cure Flora     | Haruka Haruno            | Yū Shimamura      | Różowy       |
| Go! Princess Pretty Cure       | Cure Mermaid   | Minami Kaido             | Masumi Asano      | Niebieski    |
| Go! Princess Pretty Cure       | Cure Twinkle   | Kirara Amanogawa         | Hibiku Yamamura   | Żółty        |
| Go! Princess Pretty Cure       | Cure Scarlet   | Towa Akagi               | Miyuki Sawashiro  | Czerwony     |
| Maho Girls Pretty Cure!        | Cure Miracle   | Mirai Asahina            | Rie Takahashi     | Różowy       |
| Maho Girls Pretty Cure!        | Cure Magical   | Riko Izayoi              | Yui Horie         | Fioletowy    |
| Maho Girls Pretty Cure!        | Cure Felice    | Ha-chan / Kotoha Hanami  | Saori Hayami      | Turkusowy    |
| KiraKira Pretty Cure a la Mode | Cure Whip      | Ichika Usami             | Karen Miyama      | Różowy       |
| KiraKira Pretty Cure a la Mode | Cure Custard   | Himari Arisugawa         | Haruka Fukuhara   | Żółty        |
| KiraKira Pretty Cure a la Mode | Cure Gelato    | Aoi Tategami             | Tomo Muranaka     | Niebieski    |
| KiraKira Pretty Cure a la Mode | Cure Macaron   | Yukari Kotozume          | Saki Fujita       | Fioletowy    |
| KiraKira Pretty Cure a la Mode | Cure Chocolat  | Akira Kenjō              | Nanako Mori       | Czerwony     |
| KiraKira Pretty Cure a la Mode | Cure Parfait   | Kirarin / Ciel Kirahoshi | Inori Minase      | Zielony      |
| Hugtto! Pretty Cure            | Cure Yell      | Hana Nono                | Rie Hikisaka      | Różowy       |
| Hugtto! Pretty Cure            | Cure Ange      | Saaya Yakushiji          | Rina Hon'izumi    | Niebieski    |
| Hugtto! Pretty Cure            | Cure Etoile    | Homare Kagayaki          | Yui Ogura         | Żółty        |
| Hugtto! Pretty Cure            | Cure Macherie  | Emiru Aisaki             | Nao Tamura        | Czerwony     |
| Hugtto! Pretty Cure            | Cure Amour     | Ruru Amour               | Yukari Tamura     | Fioletowy    |
| Star Twinkle Pretty Cure       | Cure Star      | Hikaru Hoshina           | Eimi Naruse       | Różowy       |
| Star Twinkle Pretty Cure       | Cure Milky     | Lala Hagoromo            | Konomi Kohara     | Turkusowy    |
| Star Twinkle Pretty Cure       | Cure Soleil    | Erena Amamiya            | Kiyono Yasuno     | Żółty        |
| Star Twinkle Pretty Cure       | Cure Selene    | Madoka Kaguya            | Mikako Komatsu    | Fioletowy    |
| Star Twinkle Pretty Cure       | Cure Cosmo     | Yuni                     | Sumire Uesaka     | Niebieski    |
| Healin' Good♡Pretty Cure       | Cure Grace     | Nodoka Hanadera          | Aoi Yūki          | Różowy       |
| Healin' Good♡Pretty Cure       | Cure Fontaine  | Chiyu Sawaizumi          | Natsu Yorita      | Niebieski    |
| Healin' Good♡Pretty Cure       | Cure Sparkle   | Hinata Hiramitsu         | Hiyori Kono       | Żółty        |
| Healin' Good♡Pretty Cure       | Cure Earth     | Asumi Fūrin              | Suzuko Mimori     | Fioletowy    |
| Tropical-Rougue Pretty Cure    | Cure Summer    | Manatsu Natsumi          | Ai Fairouz        | Tęczowy      |
| Tropical-Rougue Pretty Cure    | Cure Coral     | Sango Suzumura           | Yumiri Hanamori   | Fioletowy    |
| Tropical-Rougue Pretty Cure    | Cure Papaya    | Minori Ichinose          | Yui Ishikawa      | Żółty        |
| Tropical-Rougue Pretty Cure    | Cure Flamingo  | Asuka Takizawa           | Asami Seto        | Czerwony     |
| Tropical-Rougue Pretty Cure    | Cure La Mer    | Laura                    | Rina Hidaka       | Niebieski    |
| Tropical-Rougue Pretty Cure    | Cure Oasis     | Aunete                   | Mai Nakahara      | Zielony      |
| Delicious Party Pretty Cure    | Cure Precious  | Yui Nagomi               | Hana Hishikawa    | Różowy       |
| Delicious Party Pretty Cure    | Cure Spicy     | Kokone Fuwa              | Risa Shimizu      | Niebieski    |
| Delicious Party Pretty Cure    | Cure Yum-Yum   | Ran Hanamichi            | Yuka Iguchi       | Żółty        |
| Delicious Party Pretty Cure    | Cure Finale    | Amane Kasai              | Ai Kayano         | Złoty        |
| Hirogaru Sky! Pretty Cure      | Cure Sky       | Sora Harewataru          | Akira Sekine      | Niebieski    |
| Hirogaru Sky! Pretty Cure      | Cure Prism     | Mashiro Nijigaoka        | Ai Kakuma         | Biały        |
| Hirogaru Sky! Pretty Cure      | Cure Wing      | Tsubasa Yuunagi          | Ayumu Murase      | Pomarańczowy |
| Hirogaru Sky! Pretty Cure      | Cure Butterfly | Ageha Hijiri             | Ayaka Nanase      | Różowy       |
| Hirogaru Sky! Pretty Cure      | Cure Majesty   | Ellee-chan               | Aoi Koga          | Fioletowy    |
| Hirogaru Sky! Pretty Cure      | Cure Noble     | Princess Elleelain       | Umeka Shōji       | Fioletowy    |
| Wonderful Pretty Cure!         | Cure Wonderful | Komugi Inukai            | Maria Naganawa    | Różowy       |
| Wonderful Pretty Cure!         | Cure Friendy   | Iroha Inukai             | Atsumi Tanezaki   | Fioletowy    |
| Wonderful Pretty Cure!         | Cure Nyammy    | Yuki Nekoyashiki         | Satsumi Masuda    | Niebieski    |
| Wonderful Pretty Cure!         | Cure Lillian   | Mayu Nekoyashiki         | Reina Ueda        | Zielony      |
| You and Idol Precure♪          | Cure Idol      | Uta Sakura               | Misato Matsuoka   | Różowy       |
| You and Idol Precure♪          | Cure Wink      | Nana Aokaze              | Minami Takahashi  | Niebieski    |
| You and Idol Precure♪          | Cure Kyun Kyun | Kokoro Shigure           | Natsumi Takamori  | Fioletowy    |
| You and Idol Precure♪          | Cure Zukyoon   | Purirun                  | Yoshino Nanjō     | Biały        |
| You and Idol Precure♪          | Cure Kiss      | Meroron                  | Miharu Hanai      | Czarny       |